# Batalla de Nueva Orleans

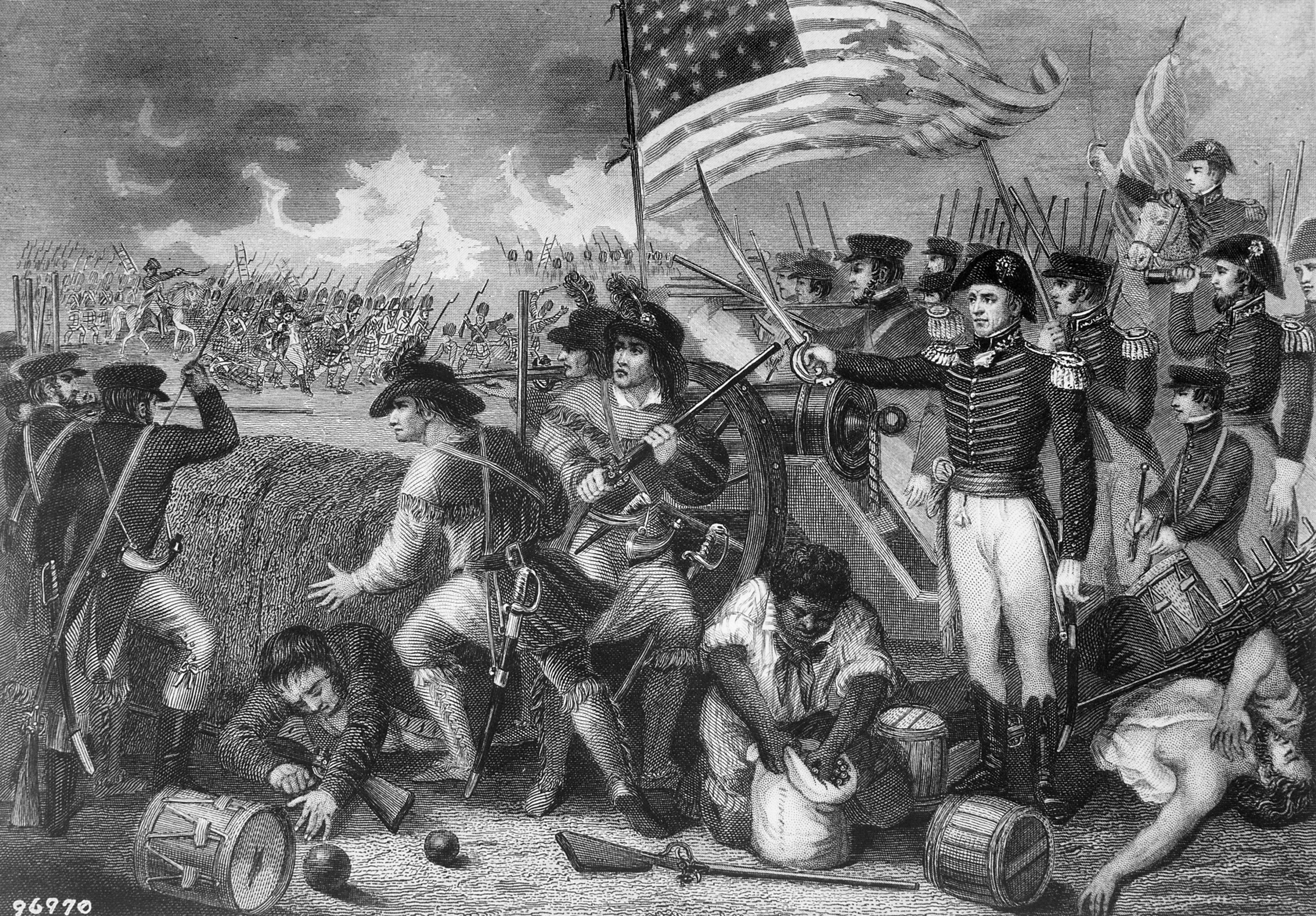
Andrew Jackson al mando de las tropas estadounidenses en Nueva Orleans.

La batalla de Nueva Orleans entre los Estados Unidos y el Reino Unido de Gran Bretaña e Irlanda, ocurrida entre el 23 de diciembre de 1814 y el 8 de enero de 1815, fue la mayor batalla de la guerra anglo-estadounidense de 1812.
A finales de 1814 una flota británica de más de 50 barcos enviada por el general Edward Pakenham, navegó al interior del golfo de México y se preparó para atacar Nueva Orleans. El general estadounidense Andrew Jackson comandante del ejército norteamericano que se encontraba en el sudoeste del país, tenía compuesto su regimiento principalmente de milicianos y voluntarios, con el que luchó contra los británicos que atacaron repentinamente su posición el 8 de enero de 1815. Las tropas de Jackson se atrincheraron eficazmente detrás de las fortificaciones, mientras que las huestes inglesas quedaron expuestas, siendo la lucha breve y acabando en una victoria decisiva para los estadounidenses, logrando así la retirada británica y la muerte del general Pakenham. Los británicos intentaron tomar el fort St. Philip entre el 9 y el 18, pero también fracasaron retirándose.
La batalla puede ser considerada extemporánea ya que el Tratado de Gante que daba por terminada la guerra, había sido firmado el diciembre pasado, pero el informe había tardado en llegar. La victoria sin embargo levantó la moral nacional, mejorando la reputación de Jackson al nivel de un héroe, que le sirvió de plataforma para su camino a la presidencia.
- Datos: Q41894
- Multimedia: Battle of New Orleans (1815) / Q41894